# Gerry Mulligan

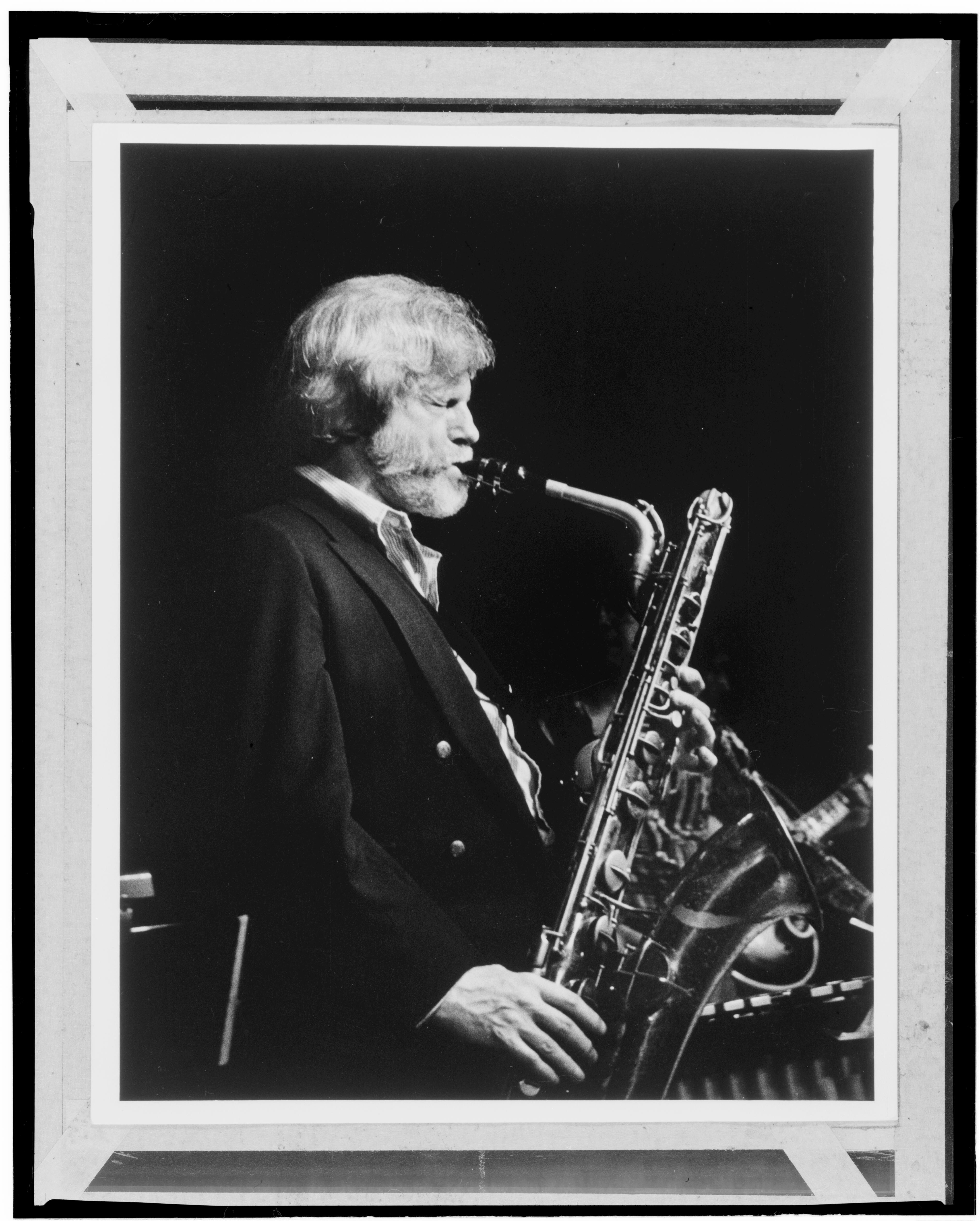
Gerry Mulligan in den 1980er Jahren
Fotografie von William P. Gottlieb

Gerald Joseph „Gerry“ Mulligan (* 6. April 1927 in Queens, New York; † 20. Januar 1996 in Darien, Connecticut) war ein US-amerikanischer Jazzmusiker (Baritonsaxophon), Arrangeur und Komponist. Mit seinem klarinettenartigen, in Motivketten elegant perlenden und zugleich leicht anmutenden Spiel hat er dem Baritonsaxophon im Modern Jazz zur solistischen Anerkennung verholfen.

## Leben

### Frühe Jahre
Mulligan wurde als jüngster von vier Söhnen in Queens geboren, zog aber mit der Familie (der Vater war Ingenieur) häufig um. Er lernte und spielte Ende der 30er Jahre in Schul-Orchestern Klarinette und Tenorsaxophon, außerdem spielte er Klavier. Zum Baritonsaxophon fand er erst 1947 in New York, wohin er 1946 gezogen war. 1943 spielte er mit Charlie Parker und Dizzy Gillespie Tenorsaxophon, als diese Philadelphia besuchten, wo Mulligan für die Band von Elliot Lawrence arrangierte. Er arrangierte danach 1944 zunächst für Tommy Tucker und war ab 1946 Mitglied in der Band von Gene Krupa (dessen Orchester er mit „Disc Jockey Jump“ zu einem kommerziellen Erfolg verhalf), dann bei Claude Thornhill. Er nahm zwischen 1948 und 1950 an einigen zentralen Aufnahmen des New Yorker Cool Jazz teil (insbesondere mit dem Capitol Orchestra von Miles Davis, wo er auch für die Hälfte der Stücke der Birth of the Cool-Aufnahmen die Arrangements lieferte), blieb aber ein randständiger Musiker.

### Neuanfang und Höhenflug
Aufgrund von Drogenproblemen versuchte er 1951 einen Neuanfang in Kalifornien, wo er – als Komponist, Arrangeur und Bandleader – zentrale Impulse für die Herausbildung des West Coast Jazz lieferte. So arrangierte er für Stan Kenton (u. a. „Youngblood, Swing House“ und „Walking Shoes“) und spielte bei Kai Winding. Dabei setzte er auf (im Vergleich etwa mit Lee Konitz) eine einfachere, singbare Melodik. 1951 entstand auch seine erste Platte als Leader (Mulligan plays Mulligan).
Sein Spiel mit dem Trompeter Chet Baker im The Haig in Los Angeles 1951/52 machte ihn besonders bei den Studenten populär. 1953 gründet er ein klavierloses Quartett mit Baker (mit unterschiedlichen Rhythmusgruppen, z. B. mit den Bassisten Bob Whitlock bzw. Carson Smith und den Drummern Chico Hamilton oder Larry Bunker), dem zeitweise auch das Altsaxophon von Lee Konitz hinzugefügt wurde. Anders als im Bebop und im Cool Jazz üblich, verwendeten sie ein wesentlich einfacheres melodisches Material. Wie die Themen waren auch die Improvisationen Mulligans und Bakers von einer unüblichen schlichten Sanglichkeit und Eingängigkeit – ohne einen intellektuellen Anspruch aufzugeben. Mulligan schrieb mit der Konzeption dieser Combo ohne ein Harmonieinstrument Jazzgeschichte. Neuartig war auch eine unakademische kontrapunktische Linienführung nicht alleine bei der Vorstellung und Wiederholung des Themas, sondern auch in den Chorussen der Solisten. Eine neuerliche Drogenaffäre beendete 1953 mit seiner Inhaftierung den Höhenflug bis zur Neugründung des Quartetts 1954.
Als Baker, inzwischen bei Pacific Jazz zum Star aufgebaut, nach seiner Rückkehr eine Gagenerhöhung wollte, trennte sich Mulligan von ihm und ersetzte ihn durch Bob Brookmeyer, später auch durch Jon Eardley. 1954 hatte er mit seiner Combo Erfolge im Pleyel-Saal in Paris, zu hören auf dem Vogue-Album Pleyel Concert, und auf dem ersten Newport Jazz Festival (Jam-Session mit Eddie Condon). Auch später trat er regelmäßig auf dem Newport Jazz Festival auf, so 1957 und 1958, wo er im Dokumentarfilm Jazz an einem Sommerabend zu sehen ist. 1955 und 1956 formt er aus dem Quartett ein Sextett (mit Brookmeyer und Zoot Sims), mit dem er 1955 erfolgreiche Italien- und Frankreich-Tourneen unternimmt. Auch nahm er Platten mit Thelonious Monk (Mulligan Meets Monk, 1957) und Stan Getz auf und begründete nach einer Australien-Tournee mit Jazz at the Philharmonic ein neues Quartett mit Art Farmer, Bill Crow und Dave Bailey.

### Späte Karriere

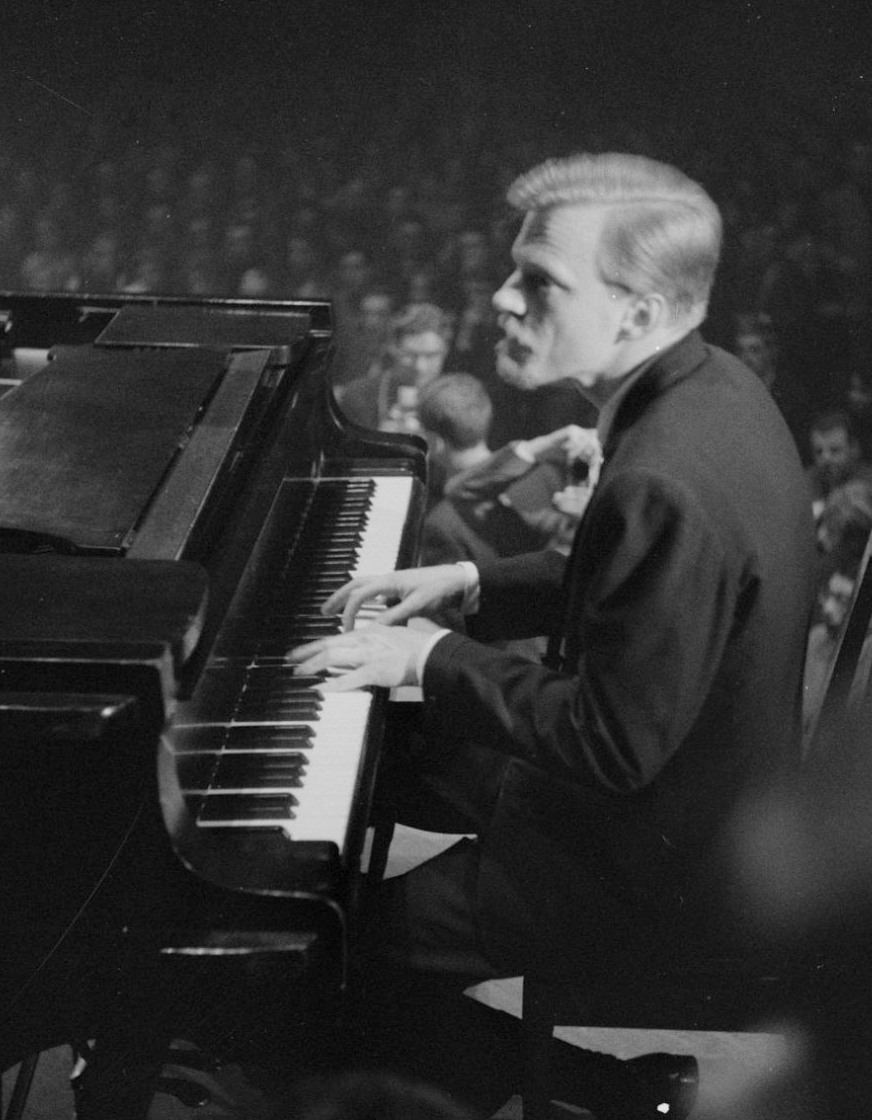
Gerry Mulligan am Klavier während eines Konzerts in den Niederlanden1, 1960

Ab Ende der 1950er Jahre schrieb er Filmmusik, zunächst für den Oscar-gekrönten Film „Laßt mich leben“ (I want to live, 1958, Regie Robert Wise, mit Susan Hayward); dann wirkte er in den Filmen Subterraneans und Bells Are Ringing mit. Auch setzte er seine Serie von „Gerry Mulligan meets“-Platten fort, unter denen die mit Ben Webster (1959) besonders zu erwähnen ist. 1960 gründete Mulligan seine 13-köpfige Gerry Mulligan Concert Jazz Band, die auf Platten (bei Verve) und live erfolgreich zur führenden Big Band der frühen 1960er Jahre wurde; nicht zuletzt dank der außergewöhnlich raffinierten und ästhetischen Kompositionen eines Gary McFarland. Mulligan trat 1964 im Weißen Haus auf, besuchte Japan und große Festivals; 1965 führt er mit Stan Kenton und dem L.A. Neophonic Orchestra die von ihm komponierte Music for Bar Sax and Orchestra auf. Nach Tourneen mit einer neuen Combo (ab 1966) war er als Filmkomponist, Arrangeur und Solist beschäftigt. Beispielsweise war er von 1968 bis 1972 und erneut 1979 immer wieder Gastsolist bei Dave Brubeck, zu hören u. a. auf »Blues Roots« und »Live at the Berlin Philharmonie« (1970 aufgenommen bei den Berliner Jazztagen) auf (mit Brubecks Altsaxophonist Paul Desmond hatte er schon 1957 aufgenommen). Auch kam es zu erneuten Zusammentreffen mit Chet Baker (in der Carnegie Hall 1974) und Zoot Sims. Er arbeitete auch mit Stan Getz, John Coltrane, Jim Hall, Mel Tormé und Nina Simone zusammen. 1971 komponiert er The Age of Steam für Bigbands.
In den 1970ern und 1980ern spielte er unter anderem mit Astor Piazzolla Tango Nuevo auf dem Album Summit, gastierte 1972 bei Charles Mingus and Friends in Concert, tourte viel in Europa und den USA und wurde als zeitloser Klassiker anerkannt: 1982 konzertierte Mulligan auf Einladung Zubin Mehtas mit dem
New York Philharmonic Orchestra. Als Basssaxophonist wirkte er auch beim 1979 erschienenen Album Mingus von Joni Mitchell mit. Auf dem Album Little Big Horn (1983) präsentierte er sich im Fusion-Umfeld, mit Soft Lights and Sweet Music (1986) gemeinsam mit Scott Hamilton. 1988 untermalte er mit seinen Bariton-Linien die Präsentation von Yves Saint Laurents Parfum „Jazz“. 1992 initiierte er das Bigband-Projekt Rebirth of the Cool.
Mulligan hatte mit seiner ersten Ehefrau Arlyn Brown einen Sohn (* 1957). Ab 1959 lebte er mit der Schauspielerin Judy Holliday (die auch mit seiner Band Anfang der 1960er Jahre als Sängerin auftrat), die aber 1965 starb. Danach war er mit der Schauspielerin Sandy Dennis zusammen und heiratete nach ihrer Trennung 1976 seine letzte Ehefrau Franca. Er starb 1996 aufgrund eines Infekts nach einer Knieoperation.

## Preise und Auszeichnungen
Seit 1953 führte er die Polls der Jazzzeitschriften an, zunächst oft auch als Arrangeur und bis 1995 fast alljährlich als Baritonsaxophonist. Im Jahr 1994 wurde er in die Down-Beat-„Hall Of Fame“ aufgenommen.
Eine Hommage an seine Kompositionen stellte das Album Mulligan Moods (2008) von Jan Menu vor.

## Diskografie
- The Gerry Mulligan Quartet/Gerry Mulligan with the Chubby Jackson Big Band (1950–1952)
- Historically Speaking (1951)
- The Original Quartet With Chet Baker – (1952–1953)
- Konitz Meets Mulligan – mit Chet Baker (1953)
- Gerry Mulligan quartet: Pleyel Concert – (2 CD, mit Bob Brookmeyer (trb.), Red Mitchell (b), Frank Isola (dr) (1954)
- At Storyville – Quartet, live in Boston (1956)
- Reunion with Chet Baker (1957)
- Blues in Time – Quartet mit Paul Desmond, auch veröffentlicht als CD unter dem Titel Gerry Mulligan/Paul Desmond Quartet
- Getz Meets Mulligan in Hi-Fi (1957) mit Stan Getz (1957)
- Jazz Giants ’58 (1958)
- What Is There To Say? mit Art Farmer (1958)
- Gerry Mulligan Meets Ben Webster (mit Ben Webster (t.s), Jimmy Rowles (p), Leroy Vinnegar (b), Mel Lewis (dr) (1959)
- Gerry Mulligan and the Concert Jazz Band at the Village Vanguard mit Mel Lewis (dr) (1960)
- Live at the Olympia Paris (1960–1962)
- The Gerry Mulligan Quartets – Complete Studio Rec. mit Bob Brookmeyer (trb & p)/Chet Baker (trp), Bill Crow/Henry Grimes (b), Gus Johnson/Dave Bailey (dr). (1962)
- Jeru (mit Tommy Flanagan, Ben Tucker (b), Dave Bailey) (dr) (1963)
- Night Lights mit Art Farmer, Bob Brookmeyer, Jim Hall (1963)
- Complete Studio Recordings – The Gerry Mulligan Sextet (1962–1964) mit Farmer, Brookmeyer, Hall, Bill Crow, Dave Bailey
- Newport Jazz All Stars mit Ruby Braff, Bud Freeman, Gerry Mulligan auch Alt-Saxophon, George Wein, Jack Lesberg, Buddy Rich (Juli 1966)
- Live at the Berlin Philharmonie mit dem Dave Brubeck Trio (1970)
- Age of Steam (1971)
- Summit mit Astor Piazzolla (bnd), Angel Pocho Gatti (p), Giuseppe Prestipino (Pino Presti) (b), Tullio De Piscopo (dr), Umberto Benedetti Michelangeli (1. vl) und Orchestra (1974)
- Gerry Muligan/Chet Baker: Carnegie Hall Concert (mit Chet Baker (trp), Ed Byrne (trb), Bob James (p), John Scofield (git), Ron Carter (b), Harvey Mason (dr), Dave Samuels (vib). (1974)
- Gerry Mulligan meets Enrico Intra mit Enrico Intra (p), Giancarlo Barigozzi (fl), Sergio Farina (git), Pino Presti (b), Tullio De Piscopo (dr) (1976)
- Re-Birth of the Cool – re-recordings von Miles Davis 1949 Birth of the Cool (1992)
- Billy Taylor and Gerry Mulligan: Live at MCG mit dem Pianisten Billy Taylor in der Manchester Craftsmen’s Guild (MCG) in Pittsburgh (1992)
- Paraiso mit der brasilianischen Sängerin Jane Duboc (1993)
- Dragonfly (1995)

## Sammlungen
- The Complete Pacific Jazz and Capitol Recordings of the Original Gerry Mulligan Quartett and Tentette with Chet Baker – (1952-53) – (Mosaic – 1983) – 5 LPs oder 3 CDs mit Red Mitchell, Chico Hamilton, Jimmy Rowles, Joe Mondragon, Bobby Whitlock, Carson Smith, Larry Bunker, Pete Candoli, Bob Enevoldsen, John Graas, Bud Shank, Lee Konitz
- The Complete Verve Gerry Mulligan Concert Band Sessions (1960-62) – (Mosaic – 2003) – 4 CDs mit Phil Sunkel, Don Ferrara, Bob Brookmeyer, Gene Quill, Dick Meldonian, Gene Allen, Dave Bailey, Nick Travis, Conte Candoli, Zoot Sims, Buddy Clark, Mel Lewis, Willie Dennis, Clark Terry, Bill Crow, Doc Severinsen, Jim Hall, Gus Johnson

### Kompositionen
- Jeru
- Disc Jockey Jump
- Apple Core
- Blue Boy
- Walking Shoes
- As catch can
- Funhouse
- Ide’s Side
- Limelight
- Turnstile
- Line for Lyons
- Simbah
- Motel
- Western Re-Union
- Swing House
- Ontet
- Bark for Barksdale
- Venus de Milo
- Revelation
- Nights at the Turntable
- Motel
- Soft Shoe
- Roundhouse
- As Catch Can
- Spring is Sprung
- Summer’s Over
- Festive Minor
- Kaper
- Piano Train
- Four and More

## Lexigrafische Einträge
- Ian Carr, Digby Fairweather, Brian Priestley: Rough Guide Jazz. Der ultimative Führer zur Jazzmusik. 1700 Künstler und Bands von den Anfängen bis heute. Metzler, Stuttgart/Weimar 1999, ISBN 3-476-01584-X.
- Richard Cook: Jazz Encyclopedia. London 2007, ISBN 978-0-14-102646-6.
- Wolf Kampmann (Hrsg.), unter Mitarbeit von Ekkehard Jost: Reclams Jazzlexikon. Reclam, Stuttgart 2003, ISBN 3-15-010528-5.
- Martin Kunzler: Jazz-Lexikon. Band 2: M–Z (= rororo-Sachbuch. Bd. 16513). 2. Auflage. Rowohlt, Reinbek bei Hamburg 2004, ISBN 3-499-16513-9.